# Enicospilus flavostigma
Enicospilus flavostigma là một loài tò vò trong họ Ichneumonidae.